# (12613) Hogarth
(12613) Hogarth ist ein Asteroid des mittleren Hauptgürtels, der am 24. September 1960 von dem niederländischen Astronomenehepaar Cornelis Johannes van Houten und Ingrid van Houten-Groeneveld entdeckt wurde. Die Entdeckung geschah im Rahmen des Palomar-Leiden-Surveys, bei dem von Tom Gehrels mit dem 120-cm-Oschin-Schmidt-Teleskop des Palomar-Observatoriums aufgenommene Feldplatten an der Universität Leiden durchmustert wurden.
Der Asteroid wurde am 24. November 2007 nach dem sozialkritischen englischen Maler und Kupferstecher William Hogarth (1697–1764) benannt, der eine Vorliebe für satirische bildliche Darstellungen hatte und neben Thomas Gainsborough und Joshua Reynolds als bedeutendster englischer Maler des 18. Jahrhunderts gilt.